# Pécel
Pécel és una vila del comtat de Pest a l'àrea metropolitana de Budapest, Hongria. Està situada fora del districte 17 de Budapest, a una mica més de 20 quilometres (12 milles) del centre de Budapest.

## Persones notables
- Gedeon Ráday, militar i polític, ministre de Defensa
- István Sárközi, futbolista

## Galeria

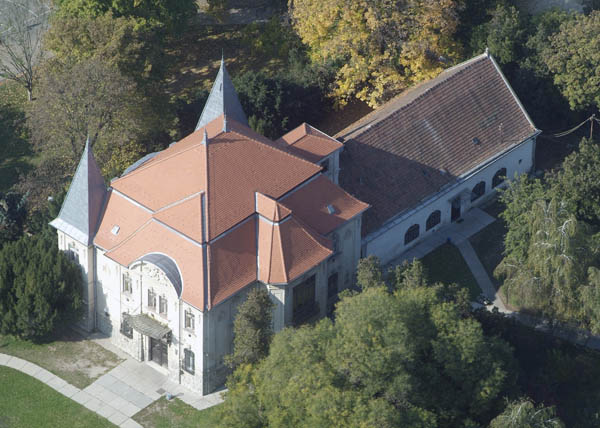
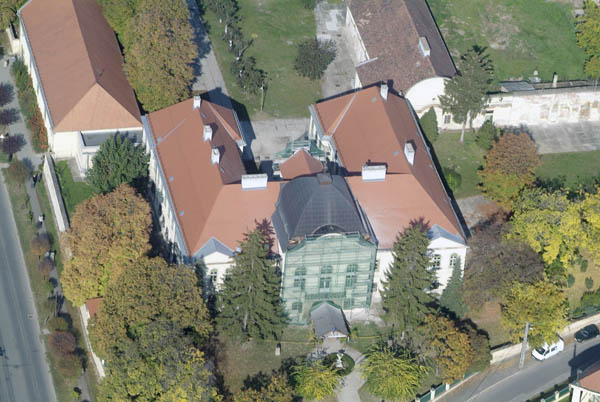
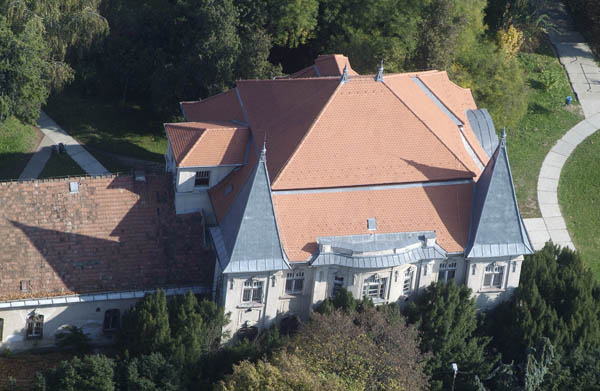
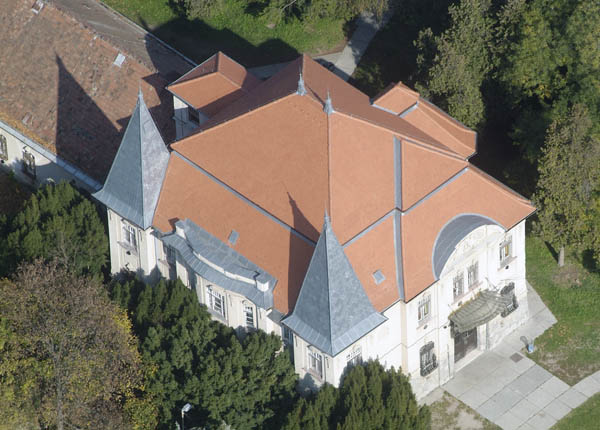

## Ciutats agermanades
Pécel està agermanada amb:
- Mistelbach, Àustria
- Iisalmi, Finlàndia